# Перовскит
Перовскитът е минерал, калциев титанов оксид, съставен от калциев титанат (химическа формула CaTiO
3). Името му се прилага и за класа съединения, които имат същия тип кристална структура като CaTiO
3 ( XII A 2+ VI B 4+ X 2− 3), известна като перовскитна структура.  В тази структура могат да бъдат вградени много различни катиони, което позволява разработването на различни изкуствено създадени материали.

## История
Минералът е открит в Уралските планини на Русия от Густав Розе през 1839 г. и е кръстен на руския минералог Лев Перовски (1792 – 1856). Забележителната кристална структура на перовскита е описана за първи път от Виктор Голдшмид през 1926 г. в работата му върху факторите на толерантност.  Кристалната структура по-късно е публикувана през 1945 г. въз основа на данни от рентгенова дифракция на бариев титанат от Хелън Дик Мегау. 

## Физични свойства
Перовскитът CaTiO
3 кристализира в пространствената група Pbnm (№ 62) с константи на решетката a = 5.39 Å, б = 5.45 Å и c = 7,65 Å. 
Перовскитите имат почти кубична структура с обща формула ABO
3. В тази структура йонът на мястото на А, в центъра на решетката, обикновено е алкален или редкоземен елемент. Йоните на В-мястото в ъглите на решетката са елементи на преходен метал с квантово число 3d, 4d и 5d. Катионите на А място са в 12-кратна координация с анионите, докато катионите на В място са в 6-кратна координация. Голям брой метални елементи са стабилни в перовскитната структура, ако коефициентът на толерантност на Голдшмид t е в диапазона от 0,75 до 1,0. 
{\displaystyle t={\frac {R_{\rm {A}}+R_{\rm {O}}}{{\sqrt {2}}\left(R_{\rm {B}}+R_{\rm {O}}\right)}},}
където RA, RB и RO са йонните радиуси на елементите на място A и B и кислорода. Стабилността на перовскитите може да се характеризира с факторите на толеранс и октаедричност. Когато условията не са изпълнени, се предпочита слоеста геометрия на октаедри със споделени ръбове или фасети или координация с по-ниски B-места. Това дава структурните граници, но не и емпирична прогноза. 
Перовскитите имат субметален до метален блясък, безцветни ивици и подобна на куб структура заедно с несъвършена цепителност и крехка здравина. Цветовете включват черно, кафяво, сиво, оранжево до жълто. Перовскитните кристали може да изглеждат като кубична кристална форма, но често са псевдокубични и всъщност кристализират в орторомбичната система, какъвто е случаят с SrTiO
3 (стронциев титанат, с по-големия стронциев катион в А-мястото, е кубичен). Кристалите на перовскит понякога се бъркат с галенит; въпреки това, галенитът има по-добър метален блясък, по-голяма плътност, перфектно разцепване и истинска кубична симетрия. 